# حسام أشرف
حسام أشرف (مواليد 1 يناير 2002) هو لاعب كرة قدم مصري يلعب حالياً في نادي بلدية المحلة معار من نادي الزمالك في مركز الهجوم.  

## مسيرته الكروية

### الزمالك
سجل حسام هدفه الأول في الدوري المصري أمام نادي مصر المقاصة في الثواني الأخيرة من المبارة ليمنح ناديه 3 نقاط.